# 171P/Spahr
171P/Spahr, komet Jupiterove obitelji. 